# Ob der Kirche
Ob der Kirche ist eine Ortschaft und eine Katastralgemeinde der Gemeinde Hainfeld im Bezirk Lilienfeld in Niederösterreich. Die Ortschaft hat 287 Einwohner (Stand 1. Jänner 2024).

## Geschichte
Laut Adressbuch von Österreich waren im Jahr 1938 in Ob der Kirche eine Gastwirtschaft und mehrere Landwirte ansässig.

## Siedlungsentwicklung
Zum Jahreswechsel 1979/1980 befanden sich in der Katastralgemeinde Ob der Kirche insgesamt 46 Bauflächen mit 31.789 m² und 74 Gärten auf 172.099 m², 1989/1990 gab es 52 Bauflächen. 1999/2000 war die Zahl der Bauflächen auf 288 angewachsen und 2009/2010 bestanden 145 Gebäude auf 302 Bauflächen.

## Bodennutzung
Die Katastralgemeinde ist landwirtschaftlich geprägt. 214 Hektar wurden zum Jahreswechsel 1979/1980 landwirtschaftlich genutzt und 163 Hektar waren forstwirtschaftlich geführte Waldflächen. 1999/2000 wurde auf 217 Hektar Landwirtschaft betrieben und 162 Hektar waren als forstwirtschaftlich genutzte Flächen ausgewiesen. Ende 2018 waren 211 Hektar als landwirtschaftliche Flächen genutzt und Forstwirtschaft wurde auf 161 Hektar betrieben. Die durchschnittliche Bodenklimazahl von Ob der Kirche beträgt 31,7 (Stand 2010).